# 卑南族火種神話
卑南族火種神話，是流傳於台灣卑南族南王部落（Puyumaru，即卑南社）的火種神話，主要描述著人類最開始取得火的過程。

## 神話

### 起源
傳說中，南王部落的兩位始祖：巴辜馬賴（Pagumalay/Pakomarai/Pakmalai，男）與芭谷穆莎（Pagumsir/Pskoshiselu/Pakoshiser/Pagumuser）在從竹子中出生後，決定想辦法取得火，為此他們派遣蒼蠅（beru）前往東方的日出之國，向馬勒第（Maledi）、馬勒道（Maledaw）兩神尋求火種。

### 保存
蒼蠅成功得到火種後，用自己的觸角夾著火種飛回來並放到始祖夫妻屋子後方的樹上，後來他們在把火種移到枯木上後，仍然擔心火會熄滅，因此進入嵾林中尋找適合燒的草，最後找到一種叫做嘎賴賴（karayray）的草，只要把那種草揉軟，就是很好的燃料，連石縫裡冒出的火花也可以輕易取出來。

## 其他
雖然有漢人認為神話中的「日出之國」就是指蘭嶼，但卑南族人強烈否認這項說法；而鑽木取火的方法則是要等到之後才有人發明出來。